# 伯尔尼的奇迹 (2003年电影)
《伯恩的奇迹》（德語：Das Wunder von Bern）是2003年上映的一部德国故事片。该片由Sönke Wortmann导演，与 Rochus Hahn 共同编剧。该片讲述了德国在1954年瑞士世界杯中，在伯爾尼舉行的決賽上获得意外胜利的故事（被称为「伯恩的奇迹」）以及战俘返乡之后的融入生活之苦。

## 情节
来自埃森的矿工理查德（德語：Richard）作为士兵上了前线，并被抓入了苏联的战俘集中营。在他不在家的时候，他的家庭习惯了没有他的生活。十二年多过去了，他一直没有见过他的家人。1945年年，他突然归来，发现他的大儿子布鲁诺（德語：Bruno）对他在前纳粹时期扮演的角色很刻薄，他的女儿英格里特（德語：Ingrid）在和英国占领军士兵（曾经的敌人）调情，而他的十一岁的儿子马蒂斯（德語：Mattes）也在他不在家的时候出生并以足球运动员赫尔穆特·拉恩为榜样长大了。理查德一开始很难重新融入他的家庭。
海尔穆特和国家队的其他队员在格林瓦尔德体育学校为了参与1954年5月26日的足球世界杯而训练。国家队教练塞普·赫尔贝格在对阵匈牙利的淘汰赛中没有让海尔穆特上场，海尔穆特因此很气恼。在比赛中，德国队成功打入决赛。
理查德和儿子马蒂斯的关系越来越好，而海尔穆特也最终在决赛中上场。在对阵匈牙利的决赛中，德国队最终以三比二取得胜利，打破了德国队在战后长期被动挨打的局面，极大增强了德国人的爱国心和民族自豪感。